# Isla Matapalo
Isla Matapalo es una isla del Perú perteneciente al departamento de Tumbes en el océano Pacífico. Está separada de la costa peruana por un canal que oscila entre 198 y 273 metros, se extiende en dirección este-oeste. Con sus 6 km de longitud máxima y una anchura entre 1.5 y 2.6 km; es la isla más grande del conjunto insular de islas peruanas sobre el golfo de Guayaquil, con una superficie total de 6.08 km².
Presenta en su territorio deshabitado un clima tropical seco lo que origina la presencia de bosques de manglares, bosque seco y gramadales. La isla está ocupada, por abundantes y diversas especies entre los que se encuentran, el cangrejo rojo (Ucides occidentalis), concha negra (Anadara tuberculosa), tingua (Rallus longirostris), la garza nocturna sabacú (Nyctanassa violacea), entre otras especies.